# プーシキン・ワルツ
『プーシキン・ワルツ』 作品120 は、セルゲイ・プロコフィエフが1949年に作曲した管弦楽曲。

## 概要
本作は何か軽い音楽を作って欲しいというソビエトのラジオ委員会からの委嘱に応えて作曲された。これにより『プーシキン・ワルツ』が生まれることになったが、内容的にアレクサンドル・プーシキンと関わりがあるわけではなく、1949年が偶然プーシキン生誕150周年であったためにこう呼ばれるに過ぎない。
1952年1月1日にサムイル・サモスードの指揮によりモスクワで初演された。

## 楽曲構成
2つのワルツから構成される。演奏時間は約8分。
1. Allegro espressivo ホ長調
2. Allegro meditativo 嬰ハ短調

## 楽器編成
フルート2、オーボエ2、コーラングレ、クラリネット2、バスクラリネット、ファゴット2、ホルン4、トランペット2、トロンボーン3、テューバ、ティンパニ、大太鼓、ウッドブロック、シンバル、タンブリン、トライアングル、弦五部。